# 秘密のグリーンルーム
『秘密のグリーンルーム』（ひみつのグリーンルーム）は、2016年1月5日（4日深夜）から同年12月23日（22日深夜）までテレビ朝日、山形テレビで放送されていたミニ番組。

## 内容
グリーンルーム（楽屋からステージに入るまでの間にある出番待ちスペース）に見立てたスタジオにゲストを招き、様々な音楽ゲームを楽しんでもらう。

### ゲーム内容
My音楽DNA
アーティストの音楽遍歴を探るコーナー。初めて買ったCD、生まれて初めて覚えた曲など、ゲストの音楽遍歴を探る。
プレイリストのタイトルはな〜んだ?
「LINE MUSIC」にアップされているプレイリストのアーティストと曲名だけを見てタイトルを当てる。
俺フェス
フェスの主催者になった気分で出演者決め自分がやりたいフェスを考える。
アーティスト的漢字検定
お題曲の歌詞にある当て字を考える。
3曲でわかる〜
ゲストアーティストをもっと知りたい人の扉を開くため、初めて聞く人のために3曲を選ぶ。
音楽聖徳太子
聖徳太子が同時に話した10人の言葉を聞き分けたという逸話（豊聡耳）になぞらえ、LINE MUSICにアップされている楽曲を数曲同時に流し、曲名を当てる。

## スタッフ
- SecretNarrator - AKAIKO-EN CHIAKI
- 撮影協力 - BLUES MOBILE
- インテリア - GREENROOM CO.
- 制作 - テレビ朝日、テレビ朝日ミュージック

## 放送リスト
| 1  | 1月5日                  | 湘南乃風               | My音楽DNA / SHOCK EYEが生まれて初めて覚えた曲                                                                                |
| 2  | 1月6日                  | 湘南乃風               | プレイリストのタイトルはな〜んだ? / 「時代を超えたギター女子」                                                               |
| 3  | 1月7日                  | 湘南乃風               | 俺フェス / RED RICEがやりたいフェス                                                                                          |
| 4  | 1月8日                  | 湘南乃風               | アーティスト的漢字検定 / GLAY「SOUL LOVE」                                                                                   |
| 5  | 1月9日                  | 湘南乃風               | 3曲でわかる湘南乃風 / HAN-KUNが選んだ3曲「COME AGAIN」、「恋時雨」、「Real Riders」                                          |
| 6  | 1月12日                 | ゲスの極み乙女。       | My音楽DNA / 川谷絵音、ほな・いこかが生まれて初めて覚えた曲                                                                   |
| 7  | 1月13日                 | ゲスの極み乙女。       | プレイリストのタイトルはな〜んだ? / 「スーパー2世ベストヒッツ」                                                              |
| 8  | 1月14日 （1:05 - 1:10） | ゲスの極み乙女。       | 俺フェス / 川谷がやりたいフェス                                                                                              |
| 9  | 1月15日 （1:00 - 1:05） | ゲスの極み乙女。       | アーティスト的漢字検定 / いきものがかり「ありがとう」                                                                        |
| 10 | 1月16日                 | ゲスの極み乙女。       | 3曲でわかるゲスの極み乙女 / 「私以外私じゃないの」、「ルミリー」、「キラーボール」                                           |
| 11 | 1月19日                 | miwa                   | My音楽DNA / miwaが生まれて初めてコピーした曲、生まれて初めて覚えた曲                                                         |
| 12 | 1月20日 （1:05 - 1:10） | miwa                   | プレイリストのタイトルはな〜んだ? / 「小さいのにハイトーンボイスの女性アーティスト」                                         |
| 13 | 1月21日                 | miwa                   | 俺フェス / miwaがやりたいフェス                                                                                              |
| 14 | 1月22日                 | miwa                   | 3曲でわかるmiwa / 「片想い」、「あなたがここにいて抱きしめることができるなら」、「つよくなりたい」                           |
| 15 | 1月26日                 | 花岡なつみ             | My音楽DNA / 花岡なつみが初めてほめられた曲、初めて覚えた曲                                                                   |
| 16 | 1月27日 （1:05 - 1:10） | 花岡なつみ             | プレイリストのタイトルはな〜んだ? / 「グラサンアーティストベスト」                                                           |
| 17 | 1月28日                 | 花岡なつみ             | 俺フェス / 花岡なつみがやりたいフェス                                                                                        |
| 18 | 1月29日                 | 花岡なつみ             | アーティスト的漢字検定 / AAA「虹」                                                                                           |
| 19 | 1月30日                 | 花岡なつみ             | 花岡なつみが地元が同じ広島出身で尊敬するアーティスト / TEE、Perfume                                                          |
| 20 | 2月2日                  | 氣志團                 | My音楽DNA / 綾小路翔が初めて買ったカセットテープ、初めて行ったライブ                                                         |
| 21 | 2月3日                  | 氣志團                 | プレイリストのタイトルはな〜んだ? / 「中2男子妄想ベストヒッツ」                                                              |
| 22 | 2月4日                  | 氣志團                 | 俺フェス / 星グランマニエがやりたいフェス                                                                                    |
| 23 | 2月5日                  | 氣志團                 | アーティスト的漢字検定 / Janne Da Arc「Mysterious」                                                                          |
| 24 | 2月6日                  | 氣志團                 | 3曲でわかる氣志團 / 「鉄のハート」、「愛羅武勇」、「BOYS BRAVO!」                                                            |
| 25 | 2月9日                  | 遊助                   | My音楽DNA / 遊助が小学生の時にドはまりした曲、生まれて初めて覚えた曲                                                         |
| 26 | 2月10日                 | 遊助                   | アーティスト的漢字検定 / GReeeeN「愛唄」                                                                                     |
| 27 | 2月11日                 | 遊助                   | 音楽聖徳太子 / 松たか子「Let It Go〜ありのままで〜」、GLAY「Winter,again」、EXILE「Choo Choo TRAIN」                         |
| 28 | 2月12日                 | 遊助                   | プレイリストのタイトルはな〜んだ? / 「メンバーに兄弟がいるグループ」                                                         |
| 29 | 2月13日                 | 遊助                   | 遊助を初めて聴く人、もっと知りたい人へのオススメ曲 / 「ひまわり」、「ミツバチ」、「ライオン」                                |
| 30 | 2月16日                 | KANA-BOON              | My音楽DNA / 谷口鮪が初めて覚えた曲、古賀隼斗がカラオケでほめられた曲、小泉貴裕が小学生の時にドハマリした曲                   |
| 31 | 2月17日                 | KANA-BOON              | アーティスト的漢字検定 / T.M.Revolution「臍淑女 -ヴィーナス-」                                                               |
| 32 | 2月18日                 | KANA-BOON              | 俺フェス / 谷口鮪がやりたいフェス                                                                                            |
| 33 | 2月19日                 | KANA-BOON              | プレイリストのタイトルはな〜んだ? / 「勉強もできちゃうアーティスト」                                                         |
| 34 | 2月20日                 | KANA-BOON              | 3曲でわかるKANA-BOON / 「オープンワールド」、「シルエット」、「盛者必衰の理、お断り」                                        |
| 35 | 2月23日                 | 湘南乃風               | My音楽DNA / 若旦那が初めて買ったCD、SHOCK EYEが初めて買ったCD                                                                |
| 36 | 2月24日                 | 湘南乃風               | アーティスト的漢字検定 / Acid Black Cherry「罪と罰～神様のアリバイ～」                                                       |
| 37 | 2月25日                 | 湘南乃風               | 俺フェス / SHOCK EYEがやりたいフェス                                                                                         |
| 38 | 2月26日                 | 湘南乃風               | プレイリストのタイトルはな〜んだ? / 「音楽プラネタリウム」                                                                   |
| 39 | 2月27日                 | 湘南乃風               | 若旦那のテンションが上がる曲                                                                                                 |
| 40 | 3月1日                  | Sonar Pocket           | My音楽DNA / ko-daiが初めて覚えた曲、mattyがカラオケでほめられた曲                                                            |
| 41 | 3月2日                  | Sonar Pocket           | 音楽聖徳太子 / 高橋洋子「残酷な天使のテーゼ」、岩崎良美「タッチ」、E-girls「おどるポンポコリン」、Dream5「ようかい戦争第一」 |
| 42 | 3月3日                  | Sonar Pocket           | 俺フェス / mattyがやりたいフェス                                                                                             |
| 43 | 3月4日                  | Sonar Pocket           | プレイリストのタイトルはな〜んだ? / 「意外!?職歴があるアーティスト」                                                         |
| 44 | 3月5日                  | Sonar Pocket           | 3曲でわかるソナーポケット / 「好きだよ。～100回の後悔～」、「失恋～君は今、幸せですか?～」、「Goodbye 大切な人。」           |
| 45 | 3月8日                  | 山崎まさよし           | My音楽DNA / 山崎まさよしが生まれて初めて買ったCD                                                                             |
| 46 | 3月9日                  | 山崎まさよし           | アーティスト的漢字検定 / Janne Da Arc「will～地図にない場所～」                                                              |
| 47 | 3月10日                 | 山崎まさよし           | 俺フェス / 山崎まさよしがやりたいフェス                                                                                      |
| 48 | 3月11日                 | 山崎まさよし           | プレイリストのタイトルはな〜んだ? / 「歴代 映画ドラえもんの主題歌」                                                          |
| 49 | 3月12日                 | 山崎まさよし           | 3曲でわかる山崎まさよし / 「セロリ」、「ツバメ」、「One more time, One more chance」                                         |
| 50 | 3月15日                 | 石橋凌                 | My音楽DNA / 石橋凌が人生で1番聞いている曲、生まれて初めて覚えた曲                                                            |
| 51 | 3月16日                 | 石橋凌                 | 音楽聖徳太子 / ジョン・レノン「イマジン」、カーペンターズ「トップ・オブ・ザ・ワールド」、マイケル・ジャクソン「バッド」      |
| 52 | 3月17日 （1:00 - 1:05） | 石橋凌                 | 俺フェス / 石橋凌がやりたいフェス                                                                                            |
| 53 | 3月18日                 | 石橋凌                 | プレイリストのタイトルはな〜んだ? / 「俳優としても活躍するミュージシャン」                                                   |
| 54 | 3月19日                 | 石橋凌                 | 石橋凌が今気になる後輩アーティスト / チバユウスケ、浅井健一、増子直純                                                        |
| 55 | 3月22日                 | 赤い公園               | My音楽DNA / 歌川菜穂が初めてカラオケでホメられた曲、津野米咲が生まれて初めてコピーした曲                                     |
| 56 | 3月23日                 | 赤い公園               | 音楽聖徳太子 / X JAPAN「紅」、松田聖子「赤いスイートピー」、安全地帯「ワインレッドの心」                                     |
| 57 | 3月24日                 | 赤い公園               | 俺フェス / 赤い公園がやりたいフェス                                                                                          |
| 58 | 3月25日                 | 赤い公園               | プレイリストのタイトルはな〜んだ? / 「「♪あ〜」ベストヒッツ」                                                                |
| 59 | 3月26日                 | 赤い公園               | 3曲でわかる赤い公園 / 「KOIKI」、「交信」、「西東京」                                                                        |
| 60 | 3月29日                 | ナオト・インティライミ | My音楽DNA / ナオト・インティライミが生まれて初めて買ったCD、生まれて初めて覚えた曲                                           |
| 61 | 3月30日                 | ナオト・インティライミ | アーティスト的漢字検定 / 岡村孝子「長い時間」                                                                                |
| 62 | 3月31日                 | ナオト・インティライミ | 俺フェス / ナオト・インティライミがやりたいフェス                                                                            |
| 63 | 4月1日                  | ナオト・インティライミ | プレイリストのタイトルはな〜んだ? / 「語りベストヒッツ」                                                                     |
| 64 | 4月2日                  | ナオト・インティライミ | 3曲でわかるナオト・インティライミ / 「カーニバる?」、「Catch the moment」、「いつかきっと」                                  |
| 65 | 4月5日                  | Da-iCE                 | My音楽DNA / 和田颯が生まれて始めて覚えた曲                                                                                   |
| 66 | 4月6日                  | Da-iCE                 | アーティスト的漢字検定 / DEEN「Teenage dream」                                                                               |
| 67 | 4月7日                  | Da-iCE                 | 俺フェス / Da-iCEがやりたいフェス                                                                                            |
| 68 | 4月8日 （1:05 - 1:10）  | Da-iCE                 | プレイリストのタイトルはな〜んだ? / 「映画化された名曲たち」                                                                 |
| 69 | 4月9日 （0:35 - 0:40）  | Da-iCE                 | 3曲でわかるDa-iCE / 「Da-iCE」、「TOKI」、「ハッシュハッシュ」                                                               |
| 70 | 4月12日                 | DOBERMAN INFINITY      | My音楽DNA / GSの女性が歌った中で1番キュンとした曲、KAZUKIがカラオケで初めて褒められた曲                                      |
| 71 | 4月13日                 | DOBERMAN INFINITY      | アーティスト的漢字検定 / 藍井エイル「Back To Zero」                                                                          |
| 72 | 4月14日                 | DOBERMAN INFINITY      | 俺フェス / DOBERMAN INFINITYがやりたいフェス                                                                                 |
| 73 | 4月16日                 | DOBERMAN INFINITY      | 3曲でわかるDOBERMAN INFINITY / 「JUMP AROUND ∞」、「SAY YEAH!!」、「99」                                                     |
| 74 | 4月19日                 | LiSA                   | My音楽DNA / 生まれて初めて覚えた曲                                                                                           |
| 75 | 4月20日                 | LiSA                   | 音楽聖徳太子 / ケツメイシ「さくら」、いきものがかり「SAKURA」、森山直太朗「さくら（独唱）」                                  |
| 76 | 4月21日                 | LiSA                   | 俺フェス / LiSAがやりたいフェス                                                                                              |
| 77 | 4月22日 （1:00 - 1:05） | LiSA                   | プレイリストのタイトルはな〜んだ? / 「掛け声 盛り上がりベストヒッツ」                                                        |
| 78 | 4月23日                 | LiSA                   | 3曲でわかるLiSA / 「Rising Hope」、「Believe in my self」、「LUCKY Hi FiVE!」                                                |
| 79 | 4月26日                 | PUFFY                  | My音楽DNA / 大貫亜美の生まれて初めて買ったCD、吉村由美の小学生の頃どハマりしたCD                                             |
| 80 | 4月27日                 | PUFFY                  | アーティスト的漢字検定 / 松田聖子「夏の幻影」                                                                                |
| 81 | 4月28日                 | PUFFY                  | 俺フェス / PUFFYがやりたいフェス                                                                                             |
| 82 | 4月29日                 | PUFFY                  | プレイリストのタイトルはな〜んだ? / 「歌詞に有名人ベストヒッツ」                                                             |
| 83 | 4月30日                 | PUFFY                  | 3曲でわかるPUFFY / 「アジアの純真」、「赤いブランコ」、「マイストーリー」                                                    |
| 84 | 5月3日                  | AI                     | My音楽DNA / 生まれて始めて覚えた曲、カラオケで初めてほめられた曲                                                             |
| 85 | 5月4日                  | AI                     | アーティスト的漢字検定 / T.M.Revolution「DOUBLE-DEAL」                                                                       |
| 86 | 5月5日                  | AI                     | 俺フェス / AIがやりたいフェス                                                                                                |
| 87 | 5月6日                  | AI                     | プレイリストのタイトルはな〜んだ? / 「教科書に載った名曲集」                                                                 |
| 88 | 5月7日                  | AI                     | 3曲でわかるAI / 「Story」、「ハピネス」、「INDEPENDENT WOMAN」                                                               |
| 89 | 5月10日                 | SHINee                 | My音楽DNA / ミンホが日本で初めて買ったCD、ジョンヒョンが日本の歌で一番好きな楽曲                                             |
| 90 | 5月11日                 | SHINee                 | 音楽聖徳太子 / 中島美嘉「雪の華」、尾崎豊「I LOVE YOU」、X JAPAN「Tears」                                                    |
| 91 | 5月12日                 | SHINee                 | 俺フェス / SHINeeがやりたいフェス                                                                                            |
| 92 | 5月13日                 | SHINee                 | プレイリストのタイトルはな〜んだ? / 「東京観光地ベストヒッツ」                                                               |
| 93 | 5月14日                 | SHINee                 | 3曲でわかるSHINee / 「View」、「Dream Girl」、「Everybody」                                                                  |
| 94 | 5月17日                 | KEYTALK                | My音楽DNA / 女性が歌って1番キュンとした曲                                                                                    |
| 95 | 5月18日                 | KEYTALK                | アーティスト的漢字検定 / 夏川りみ「ウンジュの原点」                                                                          |
| 96 | 5月19日                 | KEYTALK                | 俺フェス / KEYTALKがやりたいフェス                                                                                           |
| 97 | 5月20日                 | KEYTALK                | プレイリストのタイトルはな〜んだ? / 「春の運動会盛り上げベストヒッツ」                                                       |
| 98 | 5月21日                 | KEYTALK                | 3曲でわかるKEYTALK / 「MONSTER DANCE」、「a picture book（SUGAR TITLE）」、「MABOROSHI SUMMER」                              |